# Miłosław (gmina)

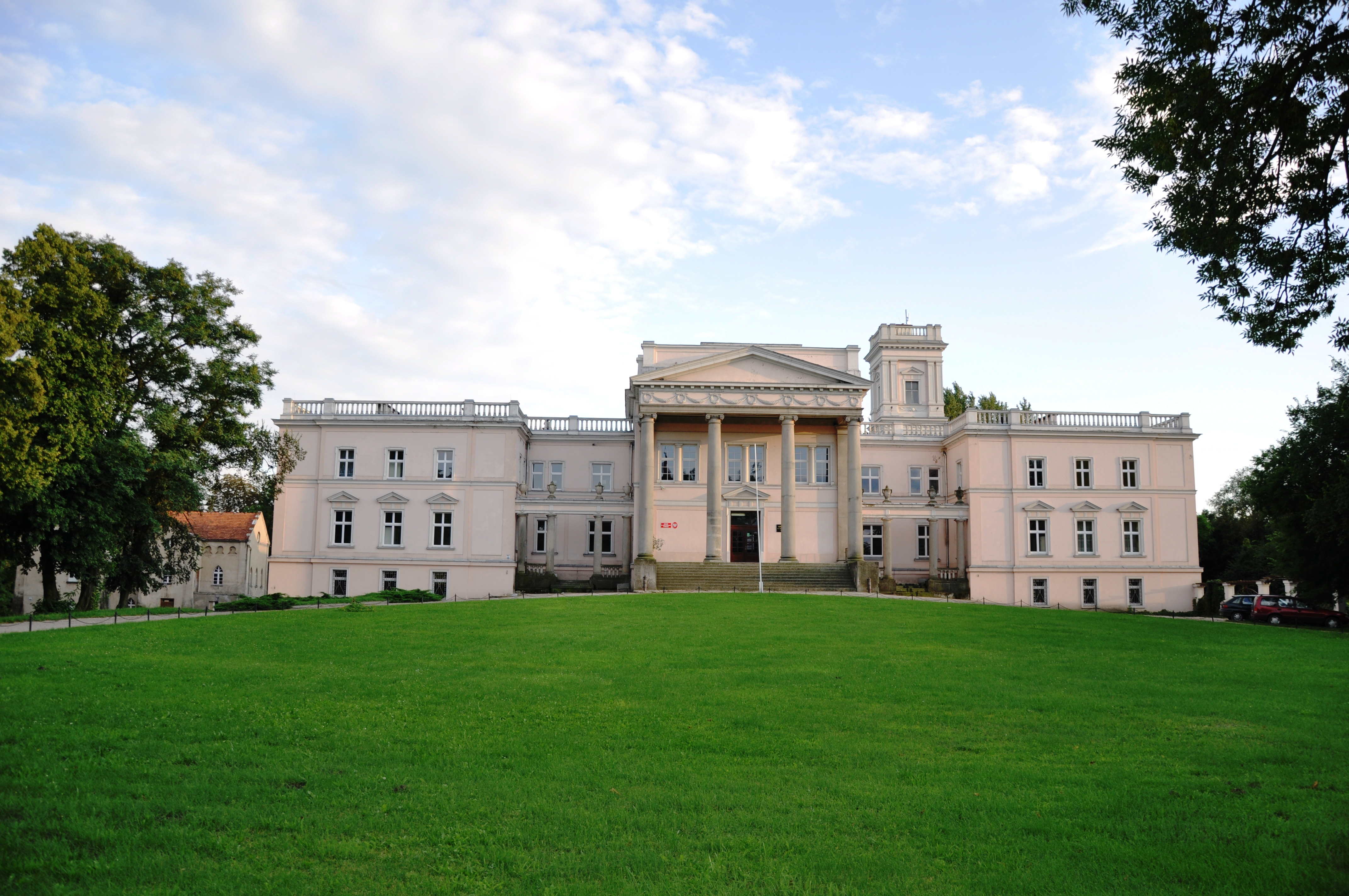
Pałac w Miłosławiu

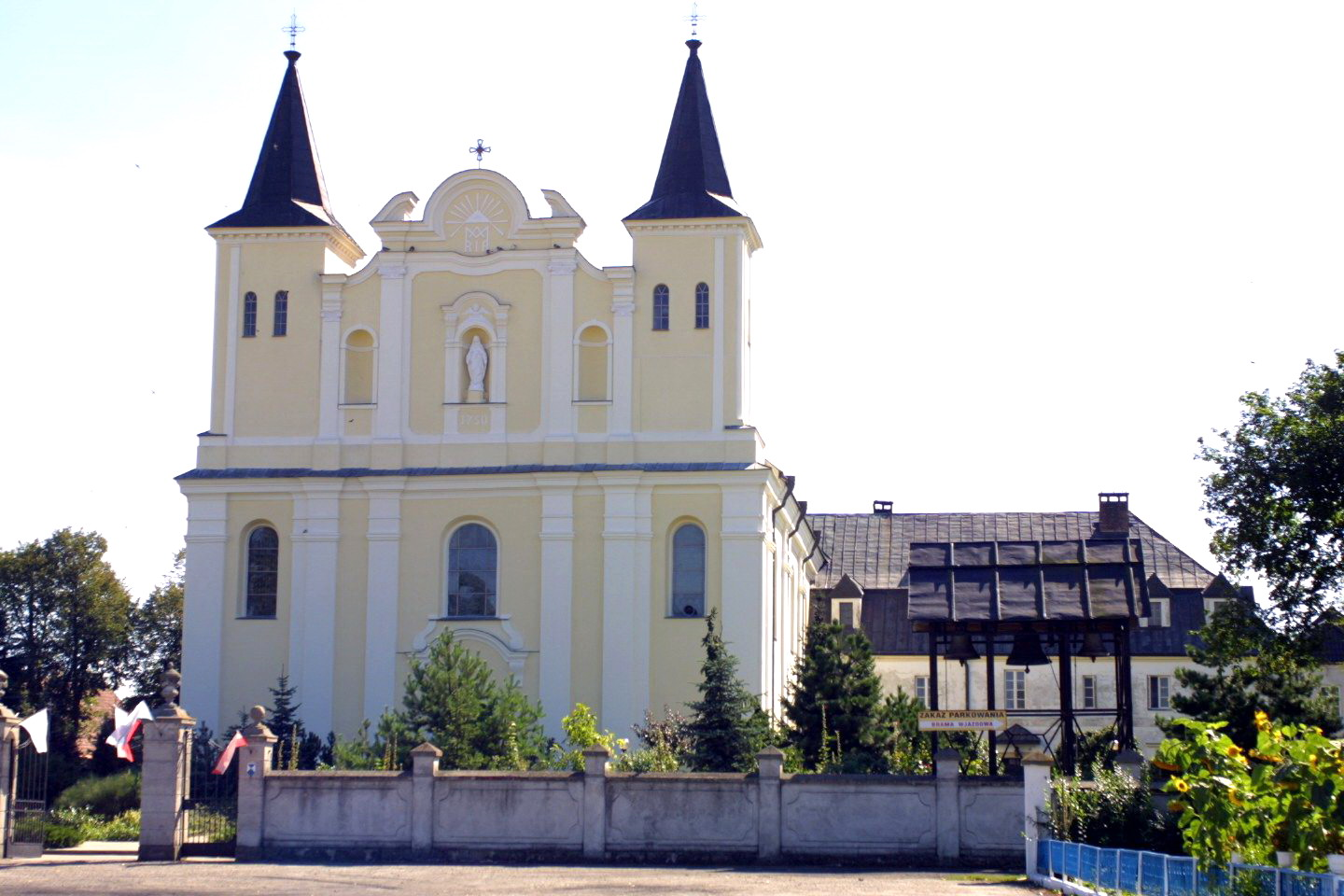
Kościół Narodzenia Najświętszej Marii Panny w Biechowie

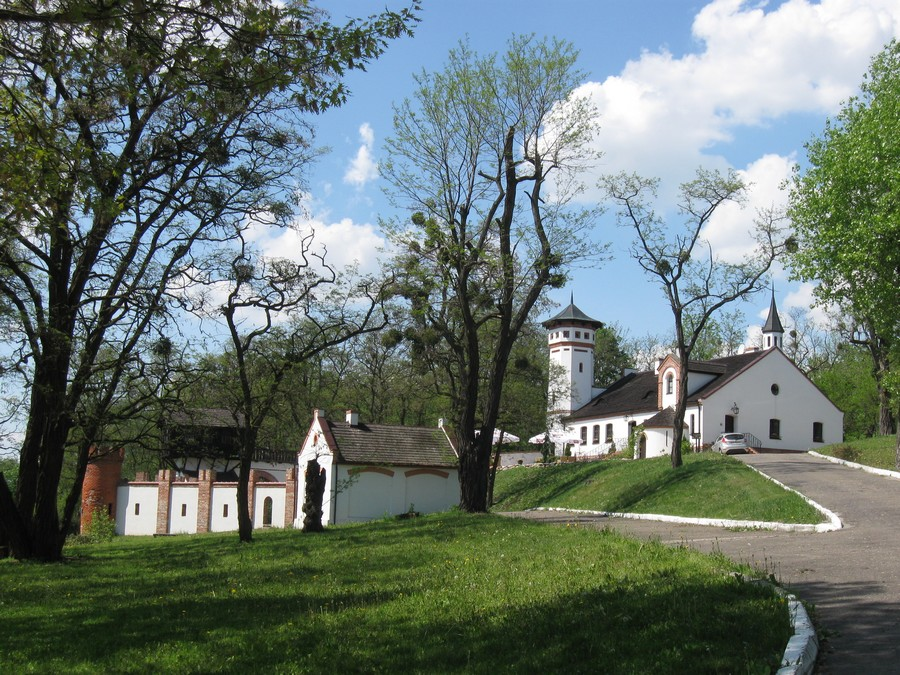
Zameczek Myśliwski „Bażantarnia” w Bugaju

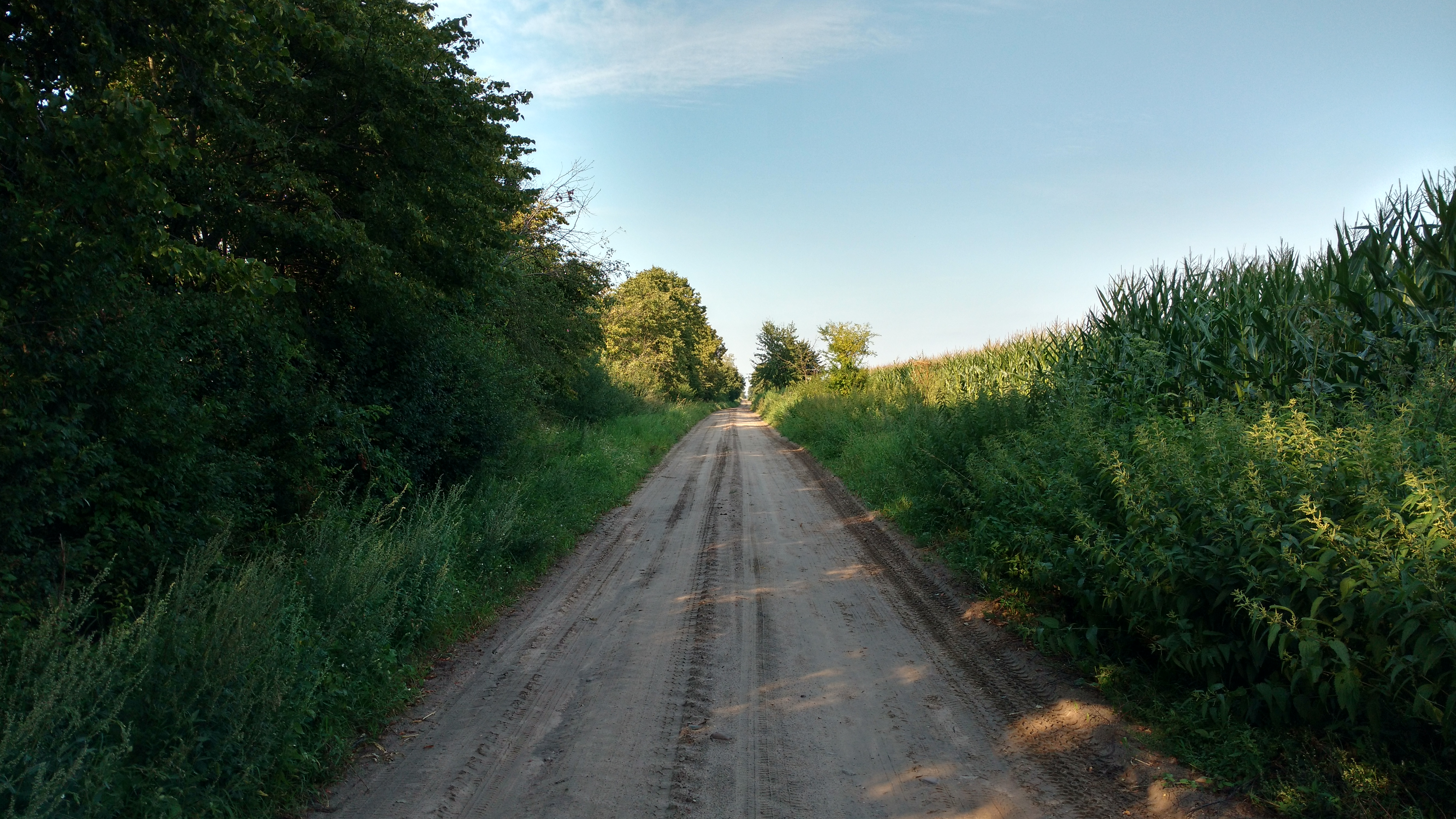
Krajobraz gminy Miłosław – droga Miłosław-Lipie

Miłosław – gmina miejsko-wiejska w województwie wielkopolskim, w powiecie wrzesińskim. W latach 1975–1998 gmina położona była w województwie poznańskim.
Siedziba gminy to Miłosław.
Według danych z 30 czerwca 2021 gminę zamieszkiwało 10 070 osób.

## Struktura powierzchni
Według danych z roku 2002 gmina Miłosław ma obszar 132,26 km², w tym:
- użytki rolne: 59%
- użytki leśne: 30%

Gmina stanowi 18,78% powierzchni powiatu.

## Demografia

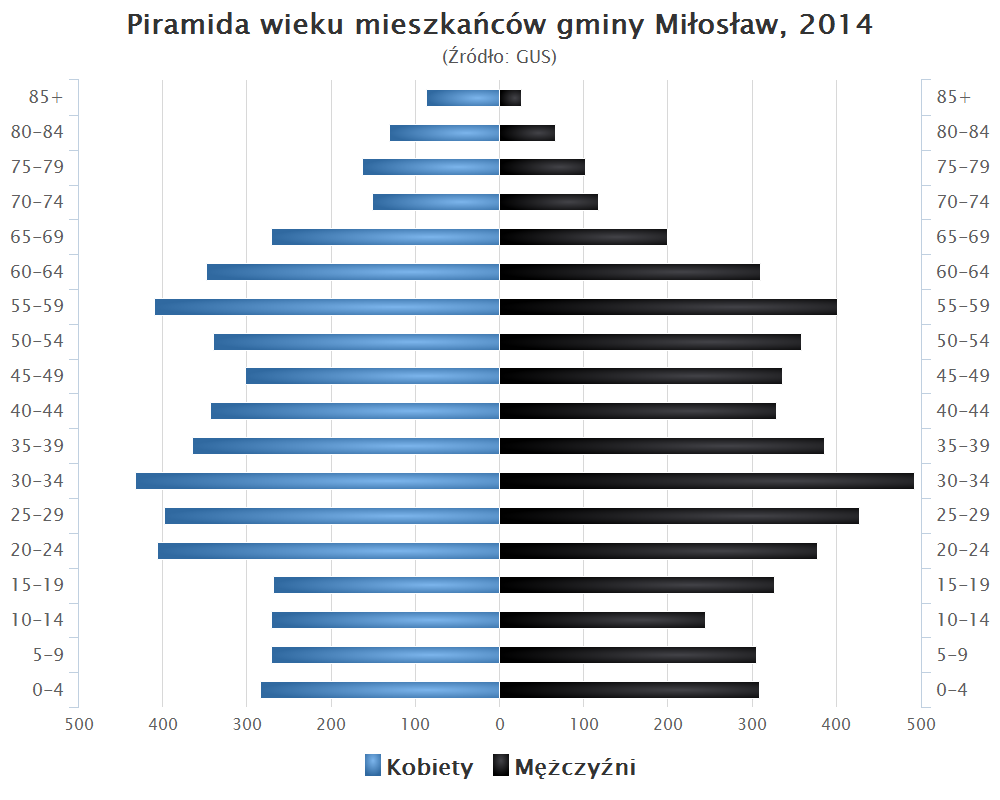
Piramida wieku mieszkańców gminy Miłosław w 2014 roku

Dane z 30 czerwca 2021:
| Opis                              | Ogółem | Ogółem | Kobiety | Kobiety | Mężczyźni | Mężczyźni |
| --------------------------------- | ------ | ------ | ------- | ------- | --------- | --------- |
| jednostka                         | osób   | %      | osób    | %       | osób      | %         |
| populacja                         | 10 070 | 100    | 5062    | 50,27   | 5008      | 49,73     |
| gęstość zaludnienia (mieszk./km²) | 76,13  | 76,13  | 38,27   | 38,27   | 37.86     | 37.86     |
| Urodzenia żywe                    | 86     | 100    | 42      | 48,83   | 44        | 51,17     |
| Zgony                             | 132    | 100    | 59      | 44,69   | 73        | 55,31     |
| Przyrost naturalny                | -46    | -0,46  | -17     | -0,17   | -29       | -0,29     |
| Małżeństwa                        | 43     | 100    | -       | -       | -         | -         |

## Sołectwa
Białe Piątkowo, Biechowo, Bugaj, Chlebowo, Czeszewo, Gorzyce, Kębłowo, Kozubiec, Książno, Lipie, Mikuszewo, Nowa Wieś Podgórna, Orzechowo, Pałczyn, Rudki, Skotniki.

## Pozostałe miejscowości
Bagatelka, Biechówko, Chrustowo, Budy, Franulka, Szczodrzejewo.

## Sąsiednie gminy
Dominowo, Kołaczkowo, Krzykosy, Nowe Miasto nad Wartą, Środa Wielkopolska, Września, Żerków

## Zabytki
Na terenie gminy znajduje się 19 obiektów zabytkowych:
- 9 obiektów zabytkowych w Miłosławiu
- Biechowo – zespół klasztorny filipinów:
  - kościół Narodzenia Najświętszej Marii Panny (obecnie parafialny) z 1734-1750 (nr rej.: 2463/A z 14.03.1933)
  - klasztor (obecnie plebania) z 1725-1765 (nr rej.: 416/A z 28.11.1968)
  - ogród klasztorny z XVIII w. (nr rej.: 1982/A z 17.12.1984)
- Bugaj – Zameczek Myśliwski „Bażantarnia” z połowy XIX w. (nr rej.: 253/A z 17.09.1968)
- Bugaj – folwark „Na Bugaju” z I połowy XIX w. (nr rej.: 963/A z 5.03.1970)
- Bugaj – kuźnia z I połowy XIX w. (nr rej.: 1922/A z 29.12.1983)
- Bugaj – Bagatelka – budynek dawnego nadleśnictwa z 1849 (nr rej.: 1916/A z 1.12.1983)
- Czeszewo – kościół św. Mikołaja, drewniany z 1792 (nr rej.: 2464 z 14.03.1933)
- Czeszewo – dawna karczma z XVIII w. (nr rej.: 959/A z 5.03.1970)
- Czeszewo – leśniczówka z końca XIX w. (nr rej.: 2206/A z 15.05.1991)
- Mikuszewo – zespół pałacowy z końca XIX w.:
  - pałac (nr rej.: 2208/A z 24.06.1991)
  - park (nr rej.: 1979/A z 14.12.1984)
- Nowa Wieś Podgórna – dwór myśliwski z początku XIX w. (nr rej.: 955/A z 5.03.1970)